# Soho Square Ladies Tournament
Soho Square Ladies Tournament — профессиональный женский теннисный турнир. Игрался на открытых кортах с грунтовым покрытием.
Соревнования проводились в Шарм-эш-Шейхе, Египет.

## Общая информация
С 2012 года Шарм-эш-Шейх стал одним из наиболее активных центров проведения теннисных турниров в Старом Свете, ежегодно проводя на хардовых кортах Jolie Ville Golf Resort не по одному десятку соревнований тура ITF. Осенью 2013 года этот египетский город принял и более крупный турнир: теннисный клуб Soho Square заручился финансовой поддержкой для организации у себя 75-тысячника, выбрав для игровых кортов грунтовое покрытие. Относительное межсезонье протура и близость к европейским тренировочным базам позволила египетским организаторам привлечь на свой дебютный турнир действующую 30-ю ракетку мира — Кайю Канепи из Эстонии.

## Финалисты разных лет

### Одиночный турнир
| Год  | Чемпионка    | Финалистка  | Счёт    |
| ---- | ------------ | ----------- | ------- |
| 2013 | Виктория Кан | Настя Колар | 6-4 6-4 |

### Парный турнир
| Год  | Чемпионки                      | Финалистки                     | Счёт              |
| ---- | ------------------------------ | ------------------------------ | ----------------- |
| 2013 | Тимея Бачински Кристина Барруа | Анна Моргина Катерина Синякова | 6-7(5) 6-0 [10-4] |